# Ферреро, Франсиско
Франсиско Ферреро (исп. Francisco Ferraro), более известный как Панчо Ферреро (исп. Pancho Ferraro; 21 мая 1945, Буэнос-Айрес, Аргентина) — аргентинский футболист и футбольный тренер .

## Футбольная карьера
Панчо Ферреро всю свою игровую карьеру провёл в Аргентине, выступаю за такие команды как: «Чакарита Хуниорс», «Нуэва Чикаго», «Олл Бойз», «Альтос Хорнос Сапла» и «Атлетико Тукуман».

## Тренерская карьера
В 1992 в возрасте 47 лет он начал свою тренерскую карьеру, возглавив «Депортиво Эспаньол», а спустя год перешёл в «Химнасия и Эсгрима». В 1997 году стал тренером футбольного клуба «Колон».
В сезоне 00/01 возглавлял испанский «Реал Вальядолид», но из-за неудовлетворительного результата был уволен. После провала в Испании он решил сделать перерыв в тренерской деятельности, а спустя пять лет возглавил молодёжную сборную Аргентины, который в 2005 году одержала победу в чемпионате мира.
Спустя несколько месяцев после отставки главного тренера сборной Аргентины Хосе Пекермана Панчо принял решении покинуть молодёжку. В период с 2007 по 2011 тренировал такие команды, как: «Бельграно» (2007—2008), «Сан Мартин» (2009—2010) и «Химнасия и Эсгрима» (2010—2011).

## Достижение

### В качестве тренера
Аргентина до 21
- Победить молодёжного чемпионата мира (1): 2005